# Fimbulvetr
In de Noordse mythologie is Fimbulvetr (Slepende Winter), ook Fimbulwinter, de winter die voorafging aan de Grote Krijg, de Ragnarok, (de godenschemering in de Germaanse mythologie).

## Kenmerken van Fimbulvetr
In het Poëtische Edda Lied van Vafþrúðnir geldt het begrip als synoniem voor de wereldondergang.
In deze winter zouden alle eden der mensen verbroken worden, alle familiebanden zijn zonder betekenis, dochters honen hun moeders, eerzamen zijn dwazen en eerlijken zijn verworden tot leugenaars. Er zijn dan talloze oorlogen en broers doden broers.
De Fimbulwinter duurt drie jaar, en dan blaast Heimdal de Gjallarhoorn omdat de Reuzen (Thursen en Jötun) door de beschermende wal breken, omdat de doden wegvaren van Nástrond met Naglfar, en de volgelingen van Surt de regenboogbrug Bifrost betreden. Bij eenieder stokt het geluid van deze hoorn de adem, iedereen weet nu dat de eindstrijd is begonnen.
Fimbulwinter duurt drie opeenvolgende winters waar de sneeuw van alle kanten komt binnenvallen, zonder onderbreking door een zomer.

## Originele spelling
In het Oudnoords is de originele spelling van het woord Fimbulvintr (Denemarken en Zweden) of Fimbulvetr (IJsland en Noorwegen). De betekenis van fimbul is groot, groots, dus de correcte interpretatie van het woord is "de grootse winter".

## Betekenis
In Zweden en Noorwegen en andere Noordse landen wordt de term fimbulwinter bij gelegenheid ook wel gebruikt wanneer het om een extreem strenge koude winter gaat met uitzonderlijk veel sneeuw.
Er zijn een aantal populaire speculaties geweest als zou dit mythologisch begrip in verband staan met de klimaatsverandering die in de Noordse landen plaatsvond aan het eind van de Noordse Bronstijd, rond 650 v.Chr.. Voor die klimaatsverandering waren de Noordse landen merkelijk warmer. Ook wordt wel een verband gelegd met de extreme weersomstandigheden van 535-536.
Maar het gaat hier om een mythologisch begrip dat mogelijk in deze 'plaatselijke' vorm is weergegeven, maar verwijst naar een veel ruimer kosmisch gebeuren, te vergelijken met het Indische begrip Kali Yuga of met wat in onze kosmologie nu als de eindkrak wordt aangeduid.